# (27003) Katoizumi
(27003) Katoizumi est un astéroïde de la ceinture principale.

## Description
(27003) Katoizumi est un astéroïde de la ceinture principale. Il fut découvert le 21 février 1998 à Kuma Kogen par Akimasa Nakamura. Il présente une orbite caractérisée par un demi-grand axe de 3,07 UA, une excentricité de 0,17 et une inclinaison de 4,0° par rapport à l'écliptique.

## Compléments